# Ásbrú
Ásbrú – część gminy Reykjanesbær, położona na wschód od portu lotniczego w Keflavík oraz na południe od głównych miejscowości gminy Keflavíku i Njarðvíku, z którymi traktowana jest jako jedna jednostka statystyczna Keflavík i Njarðvík. Stanowi teren dawnej bazy wojskowej, który przekształcany jest w centrum edukacji i innowacji.
Nazwa obszaru odwołuje się do mitologicznego "mostu Asów", zwanego też Bifröst, który łączyć miał krainę śmiertelników Midgard z krainą bogów Asgard.
Ásbrú rozwija się na miejscu dawnej, zarządzanej przez Amerykanów, bazy wojskowej NATO Naval Air Station Keflavik, która funkcjonowała do 2006 roku. W tym samym roku islandzki rząd powołał spółkę Keflavik Airport Development Corporation (Kadeco), której zadaniem jest zarządzanie przestrzenią dawnej bazy oraz wspieranie realizowanych tam cywilnych projektów. Jednym z nich jest park przemysłowy Ásbrú, w którym rozwijają się przedsiębiorstwa z zakresu logistyki, zarządzaniem danymi, ochrony zdrowia oraz energii odnawialnej. Drugim ważnym projektem jest centrum edukacyjne Keilir Academy, które oferuje kształcenie w zakresie lotnictwa, ochrony zdrowia i inżynierii. Przy szkole powstały także domy studenckie.
Bazę wojskową przed jej opuszczeniem zamieszkiwało około 6 tys. osób. Obecnie Ásbrú stale zyskuje nowych, stałych mieszkańców, stanowiąc jedną z najdynamiczniej rozwijających się części gminy Reykjanesbær. W marcu 2015 zamieszkiwało je 1,6 tys. osób, a w sierpniu 2018 - 3,4 tys..